# Stazione di Sciaffusa
La stazione di Sciaffusa (in tedesco Bahnhof Schaffhausen) è la principale stazione ferroviaria a servizio dell'omonima città svizzera. È gestita dalle Ferrovie Federali Svizzere e da Deutsche Bahn.